# Oflag VII A
Im Zweiten Weltkrieg befand sich in der Werdenfelser Kaserne im oberbayerischen Murnau das dem Wehrkreis VII (München) unterstehende Kriegsgefangenenlager (Oflag VII A) der Wehrmacht. Hier wurden von 1939 bis 1945 zeitweise bis zu 5.000 kriegsgefangene Offiziere und Generäle der polnischen Armee untergebracht.

## Entwicklung Murnaus zum Garnisonsort
Die erste Bewerbung Murnaus als Standort für eine Kaserne erfolgte noch zur Zeit der Reichswehr im Jahre 1928. Dieser Wunsch ging dann einige Jahre später bei der Aufrüstung der Wehrmacht in Erfüllung. Zwischen 1936 und 1939 wurden an der Straße nach Weilheim nördlich des Ortskerns zwei Kasernen für die Gebirgstruppe erbaut. Beide wurden vom Baubüro der Wehrmacht unter der Leitung des Architekten Sep Ruf aus München errichtet.
Die Artillerie-Kaserne entstand 1938 und wurde im darauffolgenden Jahr in „Kemmel-Kaserne“ umbenannt, zum Gedenken an die Schlacht am Kemmelberg im Ersten Weltkrieg. Am 10. November 1938 zog das Gebirgsartillerieregiment der 1. Gebirgs-Division in diese Kaserne ein. Das Regiment verließ die Kemmel-Kaserne am 25. August 1939, um in den Krieg gegen Polen zu ziehen. Während des weiteren Verlaufs des Zweiten Weltkriegs beherbergte die Kemmel-Kaserne verschiedene Kompanien.
Das Richtfest der Panzerjägerkaserne wurde am 28. Februar 1939 gefeiert. Diese Kaserne, heute Werdenfelser Kaserne, war für die Unterbringung der Panzerjäger-Abteilung der 1. Gebirgs-Division vorgesehen, aber dazu kam es nicht mehr, da die Abteilung unter Major Rudolf Lang im September 1939 ebenfalls am Überfall auf Polen teilnahm, ohne dass einer der Soldaten die Panzerjägerkaserne je gesehen hatte. Stattdessen wurde die Kaserne bis zum Kriegsende als Kriegsgefangenenlager für polnische Offiziere genutzt.
Das Kriegsgefangenenlager Murnau wurde am 29. April 1945 von Soldaten der 7. US-Armee befreit.

## Bekannte Kriegsgefangene in Murnau
Admiral
- Józef Unrug (auch Joseph von Unruh), Chef der Polnischen Marine

Divisionsgeneräle
- Władysław Bortnowski (Befehlshaber der Armia Pomorze)
- Tadeusz Kutrzeba (Befehlshaber der Armia Poznań)
- Tadeusz Piskor (Befehlshaber der Armia Lublin)
- Juliusz Rómmel (Befehlshaber der Armia Łódź und der Armia Warszawa)

Brigadegeneräle
- Roman Abraham
- Franciszek Alter
- Władysław Bończa-Uzdowski
- Leopold Cehak
- Jan Chmurowicz
- Walerian Czuma
- Franciszek Dindorf-Ankowicz
- Juliusz Drapella
- Janusz Gąsiorowski
- Jan Jagmin-Sadowski
- Edmund Knoll-Kownacki
- Wincenty Kowalski

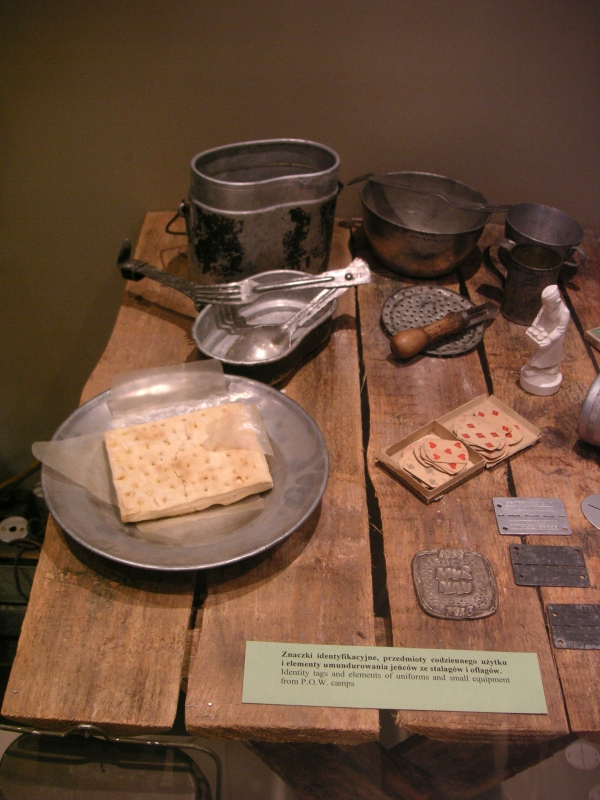
Alltagsgegenstände aus dem Lager

- Emil Krukowicz-Przedrzymirski (Befehlshaber der Armia Modlin)
- Jan Kruszewski
- Józef Kwaciszewski
- Stanisław Małachowski
- Czesław Młot-Fijałkowski
- Bernard Mond
- Zygmunt Piasecki
- Wacław Piekarski
- Zygmunt Podhorski
- Zdzisław Przyjałkowski
- Antoni Szylling (Befehlshaber der Armia Kraków)
- Stanisław Taczak
- Wiktor Thommée
- Juliusz Zulauf

Andere
- Major Seweryn Kulesza, Silbermedaillengewinner der Olympischen Sommerspiele 1936 in Berlin
- Major (posthum Oberst) Witold Pilecki